# Emmanuel Njoku
Emmanuel Njoku (* 4. Mai 2002) ist ein nigerianischer Leichtathlet, der sich auf den Weitsprung spezialisiert hat.

## Sportliche Laufbahn
Erste internationale Erfahrungen sammelte Emmanuel Njoku im Jahr 2019, als er bei den Jugendafrikameisterschaften in Abidjan mit 3178 Punkten den zehnten Platz im Achtkampf belegte. 2024 nahm er an den Afrikaspielen in Accra teil und belegte dort mit 7,66 m den fünften Platz und im Juni wurde er bei den Afrikameisterschaften in Douala mit 7,72 m Vierter.
2023 wurde Njoku nigerianischer Meister im Weitsprung.